# ペトルス・ダミアニ
ペトルス・ダミアニ（羅: Petrus Damianus、伊: Pier Damiani、伊: Pietro Damiani、1007年 - 1072年2月21日）は、イタリアの神学者。ベネディクト会修道士で、11世紀にグレゴリウス7世と共に教会改革を推進した。枢機卿。カトリック教会の聖人であり、1823年には教会博士に宣言された。謙遜してペトルス・ペッカトレ（"Petrus Peccator"）と名乗った。ダンテは『神曲』の中で聖フランチェスコの先達として高く評価している。哲学は神学の婢という用語を用いた人物である。

## 生涯

### 生い立ち
ペトルス・ダミアニは貧しい貴族の家の末子としてラヴェンナで生まれ、幼くして孤児になり、そのため貧困と窮乏のうちに青春期を過ごした。その後ラヴェンナの大司教であった長兄のダミアンのもとに引き取られ、ダミアンは最初ペトルスを豚飼いとしてろくに食事も与えず酷使したが、やがてペトルスの天賦の才能に気づくと、教育を施した。ペトルスはダミアンの恩義に感謝の気持ちを表明するため、自らの名前にダミアンの名を加え、ペトルス・ダミアニと名乗るようになった。それからペトルスは神学と教会法を最初はラヴェンナで、次にパルマで、最後にファエンツァで勉強し、25歳になったときにはすでにラヴェンナとパルマにおいて著名な教授として知られていた。

### 宗教生活
1035年ごろ、どういうわけか、ペトルスは世俗の職業を捨てて、クリュニー派の贅沢な修道院を避け、グッビオの近くのフォンテ・アヴェッラーナで孤独な修道生活を開始した。修行者としても、修道士としてもペトルスの熱意は群を抜いていたが、一方で過剰な修行は彼の健康に悪影響を及ぼした。健康を取り戻すと、同輩の修道士たちに講義をするよう任命され、さらにポンポーザのグイドや近隣の修道院長たちの要請もあって、2,3年の間ペトルスは近隣の修道士たちにも講義をおこなった。1042年ごろにはピエトラペルトーザの修道士たちのために、『聖ロムアルドの生涯』（“the life of St. Romuald”）を執筆した。ペトルスがフォンテ・アヴェッラーナへ帰還してからすぐに、彼は長老によって修道院の会計に任命され、後継者として指名された。すなわち1043年に長老となってから死ぬまでペトルスはフォンテ・アヴェッラーナの長老であった。
ペトルスは修道士や聖職者の改革運動の熱心な賛同者で、フォンテ・アヴェッラーナに鞭打ちを伴う厳しい戒律を導入し、この厳しい戒律によって、フォンテ・アヴェッラーナは大変有名になった。この厳しい戒律は偉大なモンテ・カッシーノ修道院をはじめとする他の修道院でも取り入れられた。一方でペトルスの戒律に対して多くの異議が申し立てられたが、彼のねばり強い普及活動によって徐々に支持を獲得し、後に一部の行き過ぎた支持者をペトルス自身が押しとどめ、なだめなければいけないほど広まった。ペトルスはまた、夜の務めの疲れを補うため、戒律に昼寝を取り入れた。彼が長老であった間、修道院の回廊が増設され、銀の聖餐杯と銀の行列用十字架が購入され、書庫の本が増やされた。

### 改革者として
ペトルスは人里離れた修道院に住んでいたが、教会の運命をしっかり見定めていた。教会にとって嘆かわしい時代であったが、ペトルスは友人ヒルデブランド（後のグレゴリウス7世）と共に改革に尽力した。評判の悪かった教皇ベネディクトゥス9世が1045年に首席司祭ヨハネス・グラティアヌス（グレゴリウス6世）の手によって教皇位からおろされた際は、ペトルスはこれを支持してグレゴリウス6世に手紙を送り、ペザーロやチッタ・ディ・カステッロ、ファーノの堕落した司祭などを槍玉に挙げて、イタリア教会の堕落に対処するよう懇請した。
また神聖ローマ皇帝ハインリヒ3世と交流を持つなど活動の領域を拡げるようになった。クレメンス2世がハインリヒ3世と王妃アグネスにローマで戴冠した時に、ペトルスはローマに滞在しており、1047年の年初にラテラノ大聖堂で開かれる教会会議に出席し、会議の決議によって聖職売買は禁止された。

### 『ゴモラの書』とヒルデブラントの改革
この後、ペトルスは修道院に帰還した。レオ9世が教皇であった1050年ごろ、当時の聖職者の堕落ぶりをゴモラに喩え、痛烈に批判した論文（『ゴモラの書』“Liber Gomorrhianus”）を発表し、教皇に捧げた。この論文で、ペトルスは過剰な欲望に結びついた狂気が引き起こした、風紀の破壊と混乱の例として、同性愛の行為を批判した。この著作は大きな物議を醸し、少なからずペトルスへの恨みを生んだ。教皇さえ最初は称賛していたものの、説得されて、後には誇大な内容であると考えるようになり、教皇の冷淡さに対してペトルスは何度も手紙を送って抗議した。一方で当時、聖職売買による聖職者叙任の有効性が問題となった。ペトルスは1053年ごろ『秘蹟論』（“Liber Gratissimus”）を書いて聖職売買による叙任の有効性自体は擁護し、大いに論争が戦われた後、12世紀の間にこの問題が決着する根拠となった。
その反面、ペトルスは聖職売買自体には粘り強く反対し、聖職者の結婚にも厳しい批判を向けた。ウィクトル2世が教皇であった1055年6月、ペトルスはフィレンツェで開かれた教会会議に臨席し、会議では聖職売買と聖職者の性的堕落が再び批判された。

### 教皇使節から枢機卿へ
ペトルスが病気で臥せっていた間に、ウィクトル2世が死に、モンテ・カッシーノ修道院の修道院長フレデリックが新たにステファヌス9世として教皇に選ばれた。1057年秋、ステファヌス10世はペトルスを枢機卿に任命することを決定した。教皇庁の改革者としてより伝道者に心の平安を見出していたペトルスはしばらくの間これを固辞したが、結局受け入れざるを得なくなった。1057年11月30日、オスティアの司教となり、枢機卿に列したうえ、グッビオの教区の管轄を任された。
枢機卿になると、ペトルスは枢機卿の大きな責務に感動し突き動かされて、同僚の枢機卿達に興奮した内容の手紙を書き送った。その中でペトルスは、自分達以前のすべての枢機卿に勝るほど立派になるべきだと強く説いた。ところが、4ヶ月後にステファヌス10世はフィレンツェで急逝し、ベネディクトゥス10世が選出されたが、この時教皇使節としてドイツに赴いていたヒルデブランドなど改革派枢機卿は反対し、教会は分裂した。ペトルスもベネディクトゥス10世を厳しく非難したが、状況は改革派に不利であったために一時的にフォンテ・アヴェッラーナに退いた。

### ミラノ
その後改革派はフィレンツェの司教ゲルハルドゥスをニコラウス2世として擁立した。1059年の終わりごろ、ペトルスはニコラウス2世によってミラノへの使節として派遣された。そのころのミラノは、聖職禄が公然と売買され、聖職者は公的に妻を娶り、一緒に住んでいるというような堕落した状況にあった。アリアルドやルッカのアンセルムスはこれを改革しようとしたが、激しい抵抗にあっていた。そこでニコラウス2世はペトルスを教皇特使とし、アンセルムスを補佐に就けた。この時ミラノの聖職者達は不安を感じ、ローマにはミラノに対する何の権限もないと抗議した。ペトルスは大聖堂にこの群衆を集めて敢然と向き合い、彼の決定をすべての人々に了承させることで、教皇庁の権威を示した。
ペトルスはまず大司教と大司教に属するすべての聖職者に、将来にわたって昇進に際して代償を払うことがないよう、厳粛な誓いを要求した。その後、罪を犯した全員に償いをさせ、独身を守って生きることを選択した者にはふさわしい聖職禄で復帰させた。この穏健的な決定はローマで若干の急進主義者によって批判されたが、結局翻ることはなかった。だがニコラウス2世の死後に論争は再燃し、1066年のアリアルドの殉教の後もずっと、決着しなかった。ペトルスは批判から逃れようと、泥沼の議論に弁論していたが、ニコラウス2世もヒルデブラントも、彼には同意していなかった。

### ドイツへ
ペトルスは1061年7月のニコラウス2世の死後におこった教会の分裂（シスマ）、すなわちアレクサンデル2世とホノリウス2世の争いにおいて、アレクサンデル2世に価値ある支援を与えた。 効果はなかったものの、パルマ司教ピエトロ・カダルス（ホノリウス2世）に思いとどまるよう全力で説得を試みた。このシスマは最終的に、ペトルスの議論を読んだケルン大司教でありドイツの摂政であったアンノ2世によって1062年10月にアウクスブルクに教会会議が召集され、アレクサンデル2世を事実上教皇と認める決定が出されることにより決着した。

### フィレンツェへ
1063年に、アレクサンデル2世はローマで教会会議を開き、ペトルスはクリュニー修道院とマコンの司教達の間で起こった論争を解決する使節に任命された。ペトルスはフランスに到着すると、シャロン＝シュル＝ソーヌ（Chalon-sur-Saône）に教会会議を召集し、クリュニー側の主張を認め、フランスの教会で争われていたその他の問題も解決して、秋にフォンテ・アヴェッラーナに帰還した。ペトルスがフランスに滞在している間、対立教皇ホノリウス2世はローマを占領しようと活発な動きを示したが、ペトルスはこれを抑えるためにもう一度神聖ローマ皇帝の助力を仰ごうとして、ヒルデブランドやアレクサンデル2世の叱責を受けた。
1067年に、ペトルスは司教とヴァッロンブローザ修道院の修道士の間での論争を解決するためにフィレンツェに派遣された。司教は修道士たちによって聖職売買をしたと訴えられていた。しかしペトルスは事実関係の判断を誤り、司教の側を支持したので、この仕事は結局失敗に終わった。この問題は翌年に教皇自身によって裁定が下されるまで解決しなかった。

### 再びドイツへ
1069年にハインリヒ4世が性交渉の不成立を理由に妻ベルタとの離婚を求めると、ペトルスは離婚に反対であるローマ教皇の使節としてドイツに赴いた。ペトルスはフランクフルトの議会でハインリヒ4世に懇々と王者としての倫理的基準を諭し、ハインリヒ4世は離婚を撤回して後にベルタとの間にたくさんの子をなした。この仕事ののち2年の間、ペトルスはフォンテ・アヴェッラーナで静かに暮らした。

### ラヴェンナ
1072年の初頭にペトルスはラヴェンナに派遣された。ホノリウス2世を支持するラヴェンナ大司教を支持したために破門されたラヴェンナの住民と教皇庁の和解を斡旋するためであった。その帰り道ペトルスはファエンツァ近郊で熱に倒れた。サンタ・マリア・デッリ・アンジェリの修道院で1週間病気に臥せっていた。聖ペテロの司教座の祝祭日の前夜、祝祭の仕事の指示を出し、それを復唱した後、賛美歌の終わりと共に息を引き取った。他の教会がペトルスの遺体を移して聖遺物としないよう、すぐに埋葬された。

### 死後
教皇の使節としてフランスとフィレンツェでの職務を終えた1067年の時点で、ペトルスは枢機卿を辞職することも可能であった。晩年はヒルデブランドと政治的に考えが一致することがなかった。ヒルデブランドがグレゴリウス7世として登位する前年にペトルスはファエンツアで死んだ。ノーマン・F・カンターは「それはグレゴリウス7世を制止できた唯一の人物を舞台から引き下ろした」と述べている。
ペトルスの体は6回移転したが、そのたびに墓は豪華になり、1898年以降はファエンツァの大聖堂の聖者専門の礼拝堂にある。ペトルスは決して公式に聖者の列に加えられることがなかったが、彼の崇拝者がフォンテ・アヴェッラーナをはじめ、モンテ・カッシーノやクリュニーに存在した。1828年レオ12世は聖者であると考えて、ペトルスをカトリック教会の教会博士と宣言した。
ペトルスは結び縄を手に持っている枢機卿として描かれる。 また、時にペトルスは使節としての多くの活躍から、教皇の親書を携える巡礼者として描かれる。  

## 参考文献

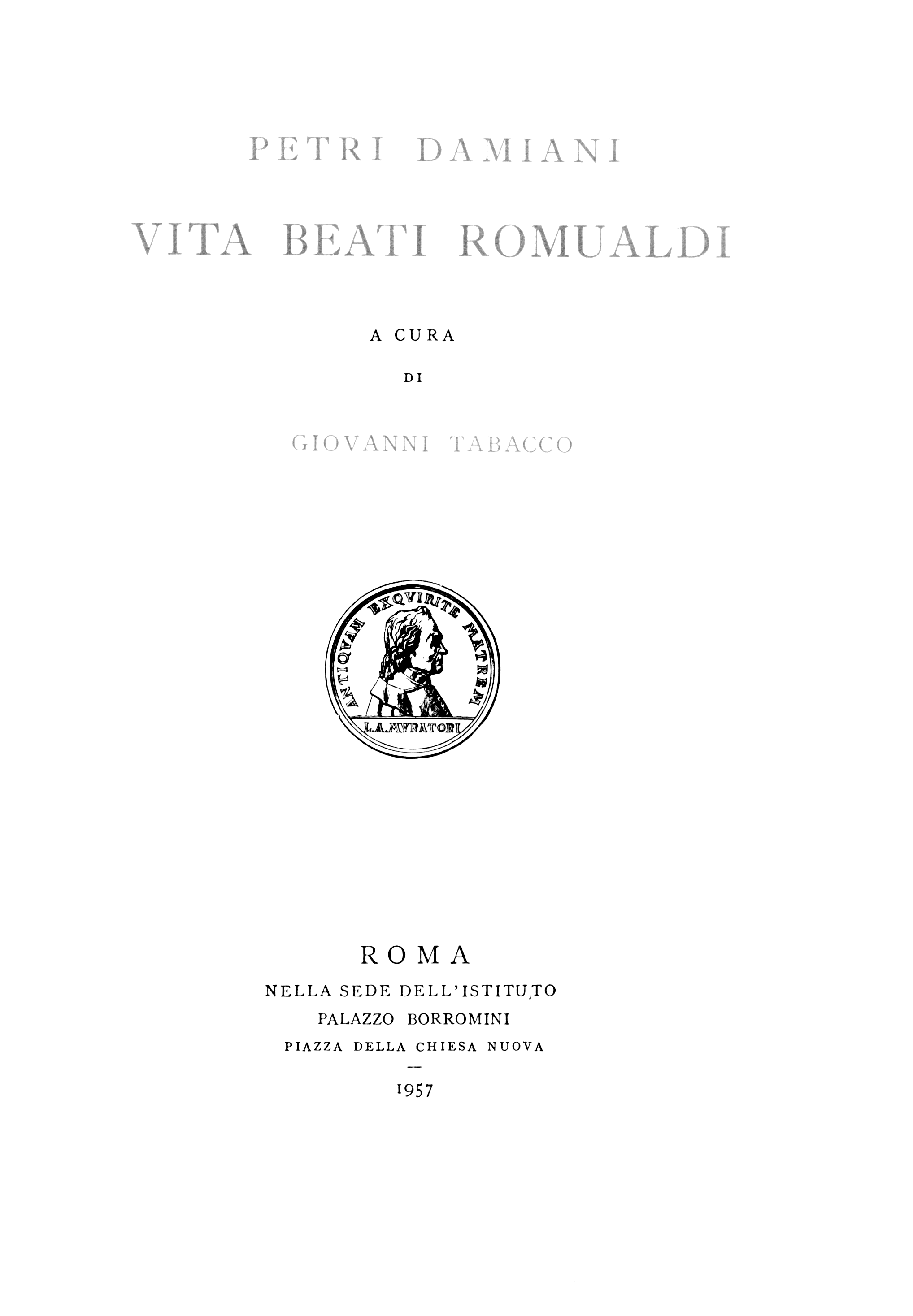
Vita Beati Romualdi